# Triplophos hemingi
Genre
Espèce
Triplophos hemingi est une espèce de poissons de l'ordre des Stomiiformes, de la famille des Gonostomatidae.

## Référence
McArdle, 1901 : Natural history notes from the Royal Indian Marine survey ship `Investigator,' Commander T. H. Heming, R. N., commanding.-- Series III, No. 5. An account of the trawling operations during the surveying-season of 1900-1901. Annals and Magazine of Natural History (Series 7) 8-48 pp 517-526. texte intégral